# Michael Jerrell
Michael Jerrell (Indianapolis, 18 agosto 1998) è un giocatore di football americano statunitense che milita nel ruolo di offensive tackle per i Seattle Seahawks della National Football League (NFL).

## Carriera universitaria
Jerrell iniziò a giocare nel college football alla University of Findlay, disputando otto partite nel 2018 ma non giocando alcuna partita nelle successive due annate, inclusa quella del 2020 cancellata per il COVID-19. Nel 2021 disputò sei partite come titolare nella primavera 2021, contribuendo al migliore attacco della Great Midwest Athletic Conference (GMAC), di cui fu inserito nella formazione ideale. Nell’autunno 2021 disputò tutte le 12 partite come titolare, venendo inserito nella terza formazione ideale della conference.
Jerrell disputò come titolare tutte le 11 partite del 2022, venendo inserito nella formazione ideale della GMAC e nella seconda formazione All-American della Division II da D2Football.com. Nel 2023 fu inserito nella formazione ideale della GMAC, nella formazione ideale All-Super Region 1, fu menzione onorevole All-American e premiato come offensive lineman dell’anno della GMAC. Chiuse la carriera universitaria con 48 presenze, di cui 40 consecutive come titolare, il secondo massimo per un offensive lineman nella storia della sua squadra.
Jerrell ricevette diverse offerte per giocare in istituti più prestigiosi mentre era Findlay ma optò sempre per rimanere lì.

## Carriera professionistica

### Seattle Seahawks
Jerrell fu scelto nel corso del sesto giro (207º assoluto) del Draft NFL 2024 dai Seattle Seahawks. Debuttò come professionista subentrando nella gara del sesto turno contro i San Francisco 49ers. La settimana successiva disputò la prima gara come titolare al posto dell'infortunato Stone Forsythe nella vittoria sugli Atlanta Falcons. La sua stagione da rookie si chiuse con 10 presenze, di cui 3 come titolare.